# Nassarius johni
Nassarius johni là một loài ốc biển, là động vật thân mềm chân bụng sống ở biển thuộc họ Nassariidae.

## Miêu tả

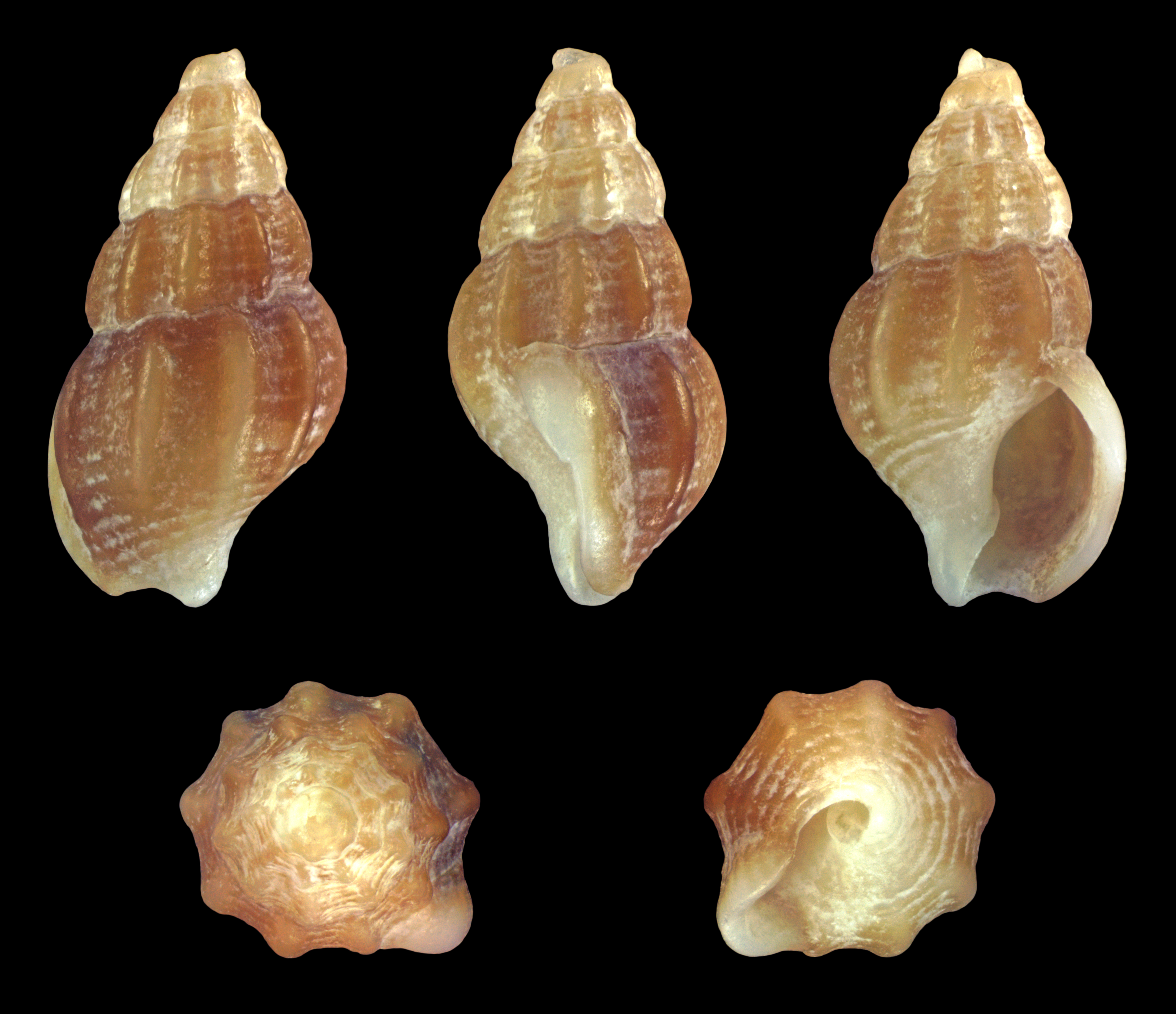
var. dakarensis